# Santō

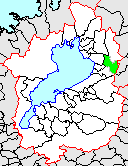
Situation de Santō.

Santō (山東町, Santō-chō) est un ancien bourg du Japon situé dans le district de Sakata de la préfecture de Shiga, où se trouvait la Kashiwabara-juku, soixantième des soixante-neuf stations du Nakasendō à l'époque d'Edo (1603-1868).

## Géographie

### Démographie
En 2003, la population du bourg de Santō était estimée à 13 393 habitant, répartis sur une superficie totale est de 53,11 km2 (densité de population de 252 hab./km2).

## Histoire
Le 14 février 2005, Santō fusionne avec les bourgs de Maihara et Ibuki (tous deux dans le district de Sakata), pour créer la ville de Maibara.